# Svrdarka
Svrdarka (Maranta, molitvena biljka, lat. Maranta), rod vazdazelenih trajnica iz porodice kojoj su dali svoje ime,  Marantaceae (svrdarkovke). Rod je raširen po tropskoj Srednjoj i Južnoj Americi i Zapadnoindijski otocima.
Latinsko ime roda dano je u čast talijanskog botaničara Bartolomea Marante. Naziv molitvena biljka dan je zbog položaja listova koje poput dlanova pred večer podiže prema nebu.
Pripada mu 38 priznatih vrsta

## Vrste
1. Maranta amazonica L.Andersson
2. Maranta amplifolia K.Schum.
3. Maranta anderssoniana Yosh.-Arns, Mayo & M.Alves
4. Maranta arundinacea L.
5. Maranta bracteosa Petersen
6. Maranta burchellii K.Schum.
7. Maranta cordata Körn.
8. Maranta coriacea S.Vieira & V.C.Souza
9. Maranta cristata Nees & Mart.
10. Maranta cyclophylla K.Schum.
11. Maranta divaricata Roscoe
12. Maranta foliosa Körn.
13. Maranta friedrichsthaliana Körn.
14. Maranta furcata Nees & Mart.
15. Maranta gibba Sm.
16. Maranta gigantea N.Luna & E.M.Pessoa
17. Maranta hatschbachiana Yosh.-Arns, Mayo & M.Alves
18. Maranta humilis Aubl.
19. Maranta incrassata L.Andersson
20. Maranta leuconeura É.Morren
21. Maranta lindmanii L.Andersson
22. Maranta linearis L.Andersson
23. Maranta longiflora S.Vieira & V.C.Souza
24. Maranta noctiflora Regel & Körn.
25. Maranta parvifolia Petersen
26. Maranta phrynioides Körn.
27. Maranta pluriflora (Petersen) K.Schum.
28. Maranta pohliana Körn.
29. Maranta polystachya (K.Schum.) J.M.A.Braga
30. Maranta protracta Miq.
31. Maranta pulchra S.Vieira & V.C.Souza
32. Maranta rugosa J.M.A.Braga & S.Vieira
33. Maranta ruiziana Körn.
34. Maranta rupicola L.Andersson
35. Maranta sobolifera L.Andersson
36. Maranta sophiana Yosh.-Arns, F.Fraga & J.M.A.Braga
37. Maranta tuberculata L.Andersson
38. Maranta zingiberina L.Andersson